# Ráckeve
Ráckeve este un oraș situat în partea centrală a Ungariei, în județul Pest, de-o parte și de alta a unui braț secundar al Dunării, inclusiv pe insula Csepel. La recensământul din 2001 avea 8.764 locuitori.

## Denumire
Numele localității provine din alăturarea particulelor rác - termen maghiar ce denumește populația de etnie sârbă ce locuia în statul medieval Rașca, în momentul în care maghiarii au venit în Europa și keve -  denumirea macghiară a localității Cuvin din Voivodina, locul de unde au plecat locuitorii de astăzi ai comunei.
Alte teorii susțin faptul că particula keve este de origine hunică, Keve fiind unul dintre comandanții de oști ai lui Attila. 
De asemenea keve înseamnă pietricică în maghiara veche.

## Monumente
- Biserica ortodoxă sârbă, construită în stil gotic în anul 1487.
- Biserica reformată construită în stil neogotic în anul 1913.
- Castelul Savoy, înălțat în perioada 1702 -1750
- Muzeul Árpád

## Demografie
Componența etnică a orașului Ráckeve
     Maghiari (93,4%)
     Romi (3,19%)
     Germani (1,34%)
     Necunoscut (0,93%)
     Alții (1,15%)
Componența confesională a orașului Ráckeve
     Romano-catolici (38,71%)
     Reformați (17,95%)
     Fără religie (12,02%)
     Necunoscută (29,15%)
     Alte religii (3,8%)
Conform recensământului din 2011, orașul Ráckeve avea 9.881 de locuitori. Din punct de vedere etnic, majoritatea locuitorilor (93,4%) erau maghiari, existând și minorități de romi (3,19%) și germani (1,34%). Apartenența etnică nu este cunoscută în cazul a 0,93% din locuitori. Nu există o religie majoritară, locuitorii fiind romano-catolici (38,71%), reformați (17,95%) și persoane fără religie (12,02%). Pentru 29,15% din locuitori nu este cunoscută apartenența confesională.